# Clemens Wieczorek
Clemens Wieczorek (* 22. November 1924) ist ein ehemaliger deutscher Fußballspieler. 

## Karriere
Clemens Wieczorek absolvierte in der Saison 1947/48 zwei Spiele für den TSV Braunschweig in der erstklassigen Oberliga Nord. Zuvor war er bei der SG Eintracht Stendal aktiv. In den Folgejahren spielte er beim Wolfenbütteler SV und beim MTV Braunschweig, ehe er 1952 in die Oberliga Süd zu den Stuttgarter Kickers  wechselte. Dort kam Wieczorek zu 3 Einsätzen.